# Ceira ochracea
Ceira ochracea är en fjärilsart som beskrevs av Moore 1879. Ceira ochracea ingår i släktet Ceira och familjen tandspinnare. Inga underarter finns listade i Catalogue of Life.